# Johan Andersson i Gävle
Anders Johan Andersson (i riksdagen kallad Andersson i Gävle), född 6 augusti 1875 i Torsåkers församling, Gävleborgs län, död 2 mars 1938 i Gävle (Staffan), var en svensk linjeförman och socialdemokratisk politiker.
Andersson var riksdagsledamot i andra kammaren 1914–1920, invald i Gästriklands valkrets. I riksdagen skrev han 2 egna motioner om administrativa förhållanden inom telegrafverket. 
Han är begravd på Skogskyrkogården i Gävle.